# Golda (film)
Golda is een Brits-Amerikaanse biografische dramafilm uit 2023, geregisseerd door Guy Nattiv en geschreven door Nicholas Martin. De film toont het leven van Golda Meïr, de vierde premier van Israël, vooral tijdens de Jom Kipoeroorlog. In de film spelen onder anderen Helen Mirren, Camille Cottin en Liev Schreiber.

## Verhaal
De Jom Kipoer-oorlog, verteld vanuit het perspectief van de Israëlische premier Golda Meïr. De film is een lange flashback waarin we Meïr zien tegenover een onderzoekscommissie. 
Op 6 oktober 1973 (Jom Kipoer) lanceren Egypte, Syrië en Jordanië een gezamenlijke verrassingsaanval op het schiereiland Sinaï en de Golanvlakte. Compleet verrast moet premier Golda Meïr het gevaar zien af te wenden. 
Haar defensieminister Moshe Dayan schrikt zo van de situatie op Golanhoogte dat hij wil aftreden. Maar dat voorkomt Golda Meïr. Uiteindelijk weet Israël, gesteund door Amerika, na een bezoek van de minister van Buitenlandse Zaken Henry Kissinger, de oorlog te winnen. Hierdoor worden de strijdende partijen aan de onderhandelingstafel gedwongen. Hier laat de regisseur archiefbeelden zien van de echte Golda Meïr van het vredesakkoord dat na achttien dagen werd gesloten.

## Rolverdeling

### Regering van Israël
- Helen Mirren als Golda Meïr, premier van Israël
- Camille Cottin als Lou Kaddar, privésecretaris van Golda Meïr
- Rami Heuberger als Moshe Dayan, minister van Defensie voor Israël
- Rotem Keinan als Zvi Zamir, directeur van Mossad
- Emma Davies als Miss Epstein, een typiste in het kabinet van de premier

### Israëlische strijdkrachten
- Lior Ashkenazi als luitenant-generaal David "Dado" Elazar, de stafchef van de IDF
- Dominic Mafham als luitenant-generaal Haim Bar-Lev, commandant van het Zuidelijk Commando
- Dvir Benedek als generaal-majoor Eli Zeira, directeur van de militaire inlichtingendienst
- Ed Stoppard als generaal-majoor Benny Peled, commandant van de Israëlische luchtmacht
- Ohad Knoller als generaal-majoor Ariel "Arik" Sharon, commandant, 143e divisie, IDF

### Ministerie van Buitenlandse Zaken van de Verenigde Staten
- Liev Schreiber als Henry Kissinger, minister van Buitenlandse Zaken van de Verenigde Staten
- Jaime Ray Newman als secretaris van Henry Kissinger

## Productie
De opnames van zes weken in Londen begonnen op 8 november 2021. Tegelijkertijd werden er opnames gemaakt in Israël. De cameraman was Jasper Wolf, die onder andere meewerkte aan het filmdrama Monos van Alexis Dos Santos en Alejandro Landes, Paradise Drifters van Mees Peijnenburg en Halina Reijns horrorkomedie Bodies Bodies Bodies.

### Filmmuziek
De filmmuziek is gecomponeerd door de Duitser Dascha Dauenhauer. Het soundtrackalbum met in totaal 22 muziekstukken is augustus 2023 uitgebracht door de MNRK Music Group. 

## Release en ontvangst
De film ging op 20 februari 2023 in wereldpremière op het Internationale Filmfestival van Berlijn 2023. Hij werd op 25 augustus 2023 in de Verenigde Staten uitgebracht door Bleecker Street en Shivhans Pictures. In Nederland is de film vanaf 21 september 2023 te zien in 38 bioscopen.
De Volkskrant: "Het is fenomenaal hoe Helen Mirren reliëf geeft aan Golda Meirs reputatie van ijzeren dame en haar tegelijkertijd menselijk maakt"
Het Parool: "film over eerste vrouwelijke Israëlische premier imiteert de realiteit net iets te goed"

## Discussie over de casting
Golda Meïrs kleinzoon Gideon benaderde Helen Mirren voor de rol van Golda Meïr. Er was kritiek op die keuze omdat Helen Mirren geen Joodse is en daarom de rol niet zou kunnen spelen.